# ریچارد ل. بالتیمور
ریچارد ل. بالتیمور (انگلیسی: Richard L. Baltimore؛ زادهٔ ۱ ژانویهٔ ۱۹۴۷) دیپلمات آمریکایی است. وی سفیر آمریکا در عمان بود و اکنون مشاور هیئت مدیره عمران در مسقط است.

## زندگی‌نامه
بالتیمور قبل از عهده‌دار شدن سمت سفیر آمریکا در مسقط، سرپرست کنسول ایالات متحده در جده، در عربستان سعودی بود. بالتیمور متولد نیویورک است و مدرک کارشناسی خود در امور بین‌المللی را از دانشگاه جورج واشینگتن گرفت و پس از آن مدرک دکترای حقوق خود را از دانشکده حقوق دانشگاه هاروارد اخذ کرد. او به زبانهای فرانسوی، مجارستانی، اسپانیایی و پرتغالی صحبت می‌کند.